# Саша Коен (уметничко клизање)
Александра Полина „Саша“ Коен (енгл. Alexandra Pauline "Sasha" Cohen; Лос Анђелес, 26. октобар 1984) је америчка такмичарка у уметничком клизању.

## Биографија
Рођена је у јеврејској породици у Вествуду код Лос Анђелес, Калифорнија од оца Роџера Коена, пословног консултанта и мајке Галине Фелдман, имигранта из Украјине и бивше балерине. Имају још и кћерку Наталију. Саша се у почетку бавила гимнастиком, али у седмој години живота почиње тренирати уметничко клизање.

### Каријера
На Олимпијским играма 2002. у Солт Лејк Ситију, Јута, освојила је за њу одлично четврто место. Највише успеха је имала у сезони 2003/04, освојивши медаље на три велика такмичења: златну медаљу на "Гран прију" и сребрне медаље на Првенству САД и на Светском првенству. На Првенству САД 2005. била је друга чиме се пласирала на светско првенство у Москви. На Гранд прију 2005. одустала је због повреде.
На Олимпијским играма 2006. у Торину била је првопласирана после кратког програма, испред главног фаворита, руске шампионке Ирине Слутске. Њена предност је износила три поена. У слободном програму, Коенова при извођењу једног скока пада и губи драгоцене поене, па тако закмичење завршава као другопласирана са 7.98 поена мање од првакиње Шизуке Аракаве и Јапана.
Месец дана касније, на Светском првенству у Калгарију, опосле обавезног програма била је првопласирана, али потом, због техничких проблема, пада на четврто место. На крају осваја бронзану медаљу са скоро десет поена мање од првопласиране земљакиње Кими Мајснер.
У априлу 2006. полази на турнеју са трупом Шампиони на леду, а у децембру изјављује да неће учествовати на Првенству САД 2007. да би се могла припремити Светско првенство и Зимске олимпијске игре 2010.
Године 2006. објавила је аутобиографску књигу „Ватра на леду“, а наступила је и у филму Мунденс Александер“ у којем јој је партнер био Дон Џонсон. У току су припреме за снимање филмске комедије на тему уметничког клизања у којој би Коенова требало да наступи у мањој улози уз Бена Стилера и Вила Ферела.

### Тренери
До лета 2002. тренер јој је био Џон Никс, а потом Рускиња Татјана Тарасова. Од јануара 2004. почиње сарађивати са Робином Вагнером (бившим тренером Саре Хјуз). У децембру 2004. враћа се у Калифорнију да би, припремајући се Зимске олимпијске игре 2006., поново тренирала са Џоном Никсом.

### Резултати такмичења
| Главна такмичења (сениори) |          |          |          |                      |                      |                      |                             |                             |                             |                   |                   |                   |                   |                        |                        |                        |
|                            | Гран при | Гран при | Гран при | Национални шампионат | Национални шампионат | Национални шампионат | Шампионат четири континента | Шампионат четири континента | Шампионат четири континента | Светско првенство | Светско првенство | Светско првенство | Светско првенство | Зимске Олимпијске игре | Зимске Олимпијске игре | Зимске Олимпијске игре |
| Seasons                    | SP       | FS       | Finish   | SP                   | FS                   | Finish               | SP                          | FS                          | Finish                      | QF                | SP                | FS                | Finish            | SP                     | FS                     | Finish                 |
| 2005-06                    | DNQ      | DNQ      | DNQ      | 1                    | 1                    | 1st                  | -                           | -                           | -                           | 3                 | 1                 | 4                 | 3                 | 1                      | 2                      | 2                      |
| 2005-06                    | DNQ      | DNQ      | DNQ      | 65.15                | 134.03               | 199.18               | -                           | -                           | -                           | 27.59             | 66.62             | 114.67            | 208.88            | 66.73                  | 116.63                 | 183.36                 |
| 2004-05                    | DNQ      | DNQ      | DNQ      | 2                    | 2                    | 2                    | -                           | -                           | -                           | 1                 | 2                 | 2                 | 2                 | -                      | -                      | -                      |
| 2004-05                    | DNQ      | DNQ      | DNQ      | 2                    | 2                    | 2                    | -                           | -                           | -                           | 28.41             | 61.37             | 124.61            | 214.39            | -                      | -                      | -                      |
| 2003-04                    | 2        | 2        | 2        | 1                    | 2                    | 2                    | -                           | -                           | -                           | 1                 | 1                 | 3                 | 2                 | -                      | -                      | -                      |
| 2003-04                    | 60.80    | 116.68   | 177.48   | 1                    | 2                    | 2                    | -                           | -                           | -                           | 1                 | 1                 | 3                 | 2                 | -                      | -                      | -                      |
| 2002-03                    | 1        | 2/1      | 1        | 2                    | 3                    | 3                    | -                           | -                           | -                           | 3                 | 5T                | 3                 | 4                 | -                      | -                      | -                      |
| 2001-02                    | DNQ      | DNQ      | DNQ      | 2                    | 2                    | 2                    | -                           | -                           | -                           | 2                 | 5                 | 4                 | 4                 | 3                      | 4                      | 4                      |
| 2000-01                    | DNQ      | DNQ      | DNQ      | W/D                  | W/D                  | W/D                  | -                           | -                           | -                           | -                 | -                 | -                 | -                 | -                      | -                      | -                      |
| 1999-00                    | DNQ      | DNQ      | DNQ      | 1                    | 2                    | 2                    | -                           | -                           | -                           | -                 | -                 | -                 | -                 | -                      | -                      | -                      |

### Програми
2006-2007
Неће се такмичити до сезоне 2009-2010.
2005-2006
Кратки: Тамне очи – кореографију радили Николај Морозов, Дејвид Вилсон.
Дужи: Ромео и Јулија – кореографију радили Николај Морозов, Дејвид Вилсон.
Егзибиције: (Don't Rain on My Parade) Барбара Страјсенд; (God Bless America) од Селин Дион
2004-2005
Кратки: Dark Eyes – choreographed by Nikolai Morozov.
Дуги: Pas de deux из опере Крцко Орашчић – 
Егзибиције: Don't Rain on My Parade Барбра Страјсенд
2003-2004
Кратки: Malagueña Ernesto Lecuona – кореографија Николај Морозова, Татјана Тарасова.
Дуги: Лабудово језеро – Кореографија Татјана Тарасова, Робин Вагнер.
Егзибиције: Ромео и Јулија – Кореографија Татјана Тарасова
2002-2003
Кратки: Malagueña Ernesto Lecuona – кореографија Николај Морозов.
Дуги: Rachmaninoff Piano Concerto No. 2 – кореографија Николај Морозов.
Егзибиције: Ромео и Јулија – кореографија Татјана Тарасова; One Day I'll Fly Away из филма Мулен руж! пева Никол Кидман
2001-2002
Кратки: My Sweet and Tender Beast by Doga – кореографија Џон Никс и Коен.
Дуги: Кармен Жорж Бизе – Кореографија Џон Никс и Коен.
Егзибиције: Hernando's Hideway Ела Фицџералд – Кореографија Џон Никс и Коен; Aria Heitor Villa-Lobos – Кореографија Џон Никс, Јекатарина Гордева и С. Коен .
2000-2001
Кратки: My Sweet and Tender Beast by Doga – Кореографија Џон Никс и С. Коен.
Дуги: Тамне очи Лондонски фестивалски оркестар – Кореографија Џон Никс и С. Коен.
Егзибиције: Anytime, Anywhere Сара Бергам – Кореографија Џон Никс, Јекатарина Гордева и Коен; To Love You More Селин Дион – Кореографија Џон Никс и С. Коен.
1999-2000
Кратки: Baroque Selections Антонио Вивалди – Кореографија Џон Никс и С. Коен.
Дуги: Violin Concerto (Mendelssohn) Менделсон – Кореографија Џон Никс и С. Коен.
Егзибиције: Мадам Батерфлај од Ђакомо Пучини – Кореографија Џон Никс и С. Коен.